# إصرار الذاكرة
إصرار الذاكرة أو ثبات الذاكرة (1931) (بالإسبانية: La persistencia de la memoria) أو (بالكتلانية: La persistència de la memòria ) هي اللوحة الأكثر شهرة لسلفادور دالي.
هذه اللوحة يظهر فيها عدد من الساعات التي تشير إلى الوقت، وهي تبدو مرتخية وفي حالة مائعة، وتعرف اللوحة أيضاً باسم لوحة الزمن، اتصال الذاكرة، إلحاح الذاكرة، الساعات اللينة، الساعات المتساقطة، والساعات الذائبة. وفيها موقف نسبي من الزمن فيما يشبه نظرية ألبرت أينشتاين.